# Книга Самуїла
Книга Самуїла (івр. סֵפֶר שְׁמוּאֵל, Сефер Шмуель) — восьма книга єврейської канонічної Біблії (Танаху) і третя в її розділі так званих ранніх пророків. Спочатку єдина книга, в Септуагінті і в Вульгаті вона була розділена на дві книги, що отримали назву I і II (з чотирьох) книг Царств — Перша книга Самуїла (або Перша книга царів) та Друга книга Самуїла (або Друга книга царів). У єврейських рукописах Біблії текст розглядався як єдина книга, і лише з появою друкованої Біблії в XV ст. стався поділ на I і II книгу Самуїла, що пізніше і увійшло в єврейську традицію. Назва книги в єврейському каноні не передбачає авторство Самуїла, а очевидно дано тому, що Самуїл — перша значна особистість, що з'являється в оповіданні.
Книга Самуїла — історичний документ першорядної важливості для розуміння подій, що призвели до становлення монархії.

## Критика
- Глава «Воспоминания о Золотом Веке?» [Архівовано 30 серпня 2011 у Wayback Machine.] з книги І.Фінкельштейна та Н. А. Зільбермана «Раскопанная Библия. Новая точка зрения археологии на древний Израиль и происхождение его священных текстов»